# Орбаши (Аликовский район)
Орба́ши (чув. Урпаш) — деревня в Аликовском муниципальном округе Чувашской Республики. Входила в состав Питишевского сельского поселения до его упразднения в 2022 году.

## Общие сведения о деревне
Улицы: Союзная, Нагорная, Набережная.
Через деревню протекает небольшая речка Орбашка (приток Сормы).

### География
Деревня расположена в 1,5 км к северо-востоку от деревни Питишево, в 2 км к западу от села Устье.

### Климат
Климат умеренно континентальный с продолжительной холодной зимой и тёплым летом. Средняя температура января −12,9 °C, июля 18,3 °C, абсолютный минимум достигал −44 °C, абсолютный максимум 37 °C. За год в среднем выпадает до 552 мм осадков.

### Демография
Население — 154 человека (2006 г.), 75 мужчин и 79 женщин.

## Связь и средства массовой информации
- Связь: ОАО «Волгателеком», Би Лайн, МТС, Мегафон. Развит интернет ADSL технологии.
- Газеты и журналы: Аликовская районная газета «Пурнăç çулĕпе» — «По жизненному пути». Языки публикаций: Чувашский, Русский.

- Телевидение:Население использует эфирное и спутниковое телевидение, за отсутствием кабельного телевидения. Эфирное телевидение позволяет принимать национальный канал на чувашском и русском языках.